# ノマド村
ノマド村（ノマドむら）は、淡路島を拠点に社会彫刻のアーティストとして活動していた芸術家集団。2010年に、廃校となった小学校の校舎跡地を利用したコミュニティスペース兼住居「ノマド村」を開設、運営している。
現在メンバーには、茂木綾子、ヴェルナー・ペンツェル、南野佳英がいる。
主な活動に、『淡路はたらくカタチ研究島』『no plan party 2013 at rakutogama』や、淡路島在住デザイナーの洋服や各地からセレクトされた雑貨を販売する「Shop Nomad」、淡路島の食材を使用した『Cafe Nomad／カフェ・ノマド』の運営などがある。

## メンバー
茂木綾子
1969年北海道生まれ。東京藝術大学デザイン科中退。92年キャノン写真新世紀荒木賞受賞。
ヴェルナー・ ペンツェル
1950年生まれ。ドイツの南部の地方で育つ。主な作品に、 [BAGABUNDEN KARAVANE] (1980)、[ADIOS AL ODIO] (1986)。ニコラス・ハンベルトと共 に「シネノマド」としての作品に、[STEP ACROSS THE BORDER] (1989)、 [MIDDLE OF THE MOMENT] (1995) [THREE WINDOWS] (1999)などがある。
南野佳英
1969年神戸市生まれ 京都市立芸術大学彫刻科卒業。インド国立ヴィシュバ・バラティ大学彫刻コース修了。

## 主な活動
- 2010年 - 「テシゴトノオト」展（淡路島アートフェスティバル2010／アサヒアートフェスティバル2010）
- 2011年 - 「音を歩くwalking on sound」展
- 2011年、2012年 - 「五斗長ウォーキングミュージアム」
- 2016年 - 島の食卓[4]
- 2018年-2020年 - コンテンポラリーアート展[5]